# Wilhelm Pfannenstiel
Pour les articles homonymes, voir Pfannenstiel.
Wilhelm Hermann Pfannenstiel, né le 12 février 1890 à Breslau en province de Silésie et mort le 1er novembre 1982 à Marbourg, est un médecin, officier supérieur SS et membre du parti nazi.

## Biographie
Il est fils de Johannes Pfannenstiel (de) (1862-1909), un gynécologue assez connu. Il obtient son diplôme du lycée landgrave-Louis (de) de Giessen en 1908. Il a étudié la médecine à l'université d'Oxford et à l'université de Heidelberg. En 1909, il est accepté dans le Corps Guestphalia Heidelberg (de). En 1931, il devient professeur d'hygiène à l'université de Marbourg en Allemagne et dirige la Société allemande pour l'hygiène de la race. Début aout 1942 il est envoyé à Lublin, selon ses dires, pour contrôler les conditions sanitaires et combattre les épidémies dans la ville. Il rencontre Odilo Globocnik qui « lui parle de l'extermination des Juifs qui pour la plupart sont tués au camp de Belzec ».
Le 19 août 1942, il fait une inspection du camp d'extermination de Belzec avec Kurt Gerstein  au cours de laquelle il est le témoin oculaire d'une mise à mort par gazage de Juifs venant de Lwow, fait qui est consigné dans le rapport détaillé de Kurt Gerstein et largement corroboré dans le rapport de Wilhelm Cornides, sous-officier dans la Wehrmacht.
Au printemps 1943, il devient consultant en hygiène alimentaire dans la 6e armée allemande, participe à la bataille des Ardennes en 1944, se retrouve sur le front en Hongrie et finalement est arrêté par l'armée américaine en Autriche. Interné à Darmstadt dans un camp de prisonniers de guerre, il est reconnu par la UNWCC (United Nations War Crimes Commission).
Interrogé sur le bien-fondé du rapport Kurt Gerstein, il nie être jamais allé à Belzec, seulement à Lublin. Transféré dans un autre camp de prisonniers à Garmisch-Partenkirchen, une requête est déposée en 1948 contre lui qui le contraint à comparaitre devant un tribunal de dénazification à Tübingen. Il est arrêté puis libéré, le tribunal n'ayant pas trouvé dans le rapport Gerstein de preuves suffisantes de son implication directe dans  des crimes de guerre.
Le 6 juin 1950, interrogé une nouvelle fois, Pfannenstiel dépose devant le tribunal de Darmstadt et revient sur ses précédentes déclarations. Il reconnaît avoir été à Belzec et avoir assisté à une opération de gazage :

« Les Juifs sont entrés tranquillement et sans opposer de résistance dans les chambres à gaz; ce n'est que lorsqu'ils se sont trouvés dans l'obscurité qu'ils se sont agités. Et à ce moment-là le moteur a démarré ; d'après mes souvenirs l'opération n'a pris qu'un temps relativement court. [...]
 La lucarne qui se trouvait à chaque porte s'était vite recouverte de buée à l'intérieur de sorte que l'on ne pouvait plus rien voir de l'extérieur ; quand le silence régna, on ouvrit les portes qui se trouvaient sur les portes extérieures du bâtiment. C'est par là qu'on retira les cadavres qui furent jetés dans de grandes fosses pour y être brûlés.[...]
La crémation des cadavres était loin d'être satisfaisante. Les vêtements et les objets des morts faisaient de grands tas dans le camp. »

Entre 1954 et 1959, il s'occupa de la division tests thérapeutiques dans la compagnie pharmaceutique allemande Schaper & Brümmer GmbH & Co.
En janvier 1965 il est témoin à charge dans le procès à Munich contre le personnel SS du camp de Belzec au rang duquel figure Josef Oberhauser ancien officier d'ordonnance de Christian Wirth, inspecteur général des camps d'extermination de l'Aktion Reinhard.
Pendant toutes ces années, il continue d'exercer sa profession de médecin en Allemagne.
Il meurt en 1982 à Marbourg.